# Meghan Ory
Meghan Ory (Victoria, 20 agosto 1982) è un'attrice canadese.

## Biografia
Meghan Ory nasce e cresce a Victoria, nella Columbia Britannica. Ha un fratello minore, nato nel 1988. All'età di 5 anni, inizia a studiare danza. Nel 2008, Ory ha sposato il collega John Reardon, conosciuto sul set della miniserie Merlino e l'apprendista stregone. Nel 2011 termina la stesura, iniziata alcuni anni prima, del primo romanzo di una serie per adolescenti intitolata The Chronicles of Girl Wars, incentrata sui problemi che le ragazze si ritrovano ad affrontare durante il liceo, come il bullismo e il voltafaccia degli amici.
Ory inizia a recitare nel 1999 nel film televisivo La cantina degli orrori. Partecipa successivamente come comparsa a numerose serie TV, tra cui Smallville (2004) e Supernatural (2012). Ha ruoli più significativi in altre serie, quali Horizon (2000), Vampire High (2001-2002) e True Justice (2010-2011).
Nel 2010 compare nella pubblicità televisiva della KeyStone Beer. Nel 2011, entra come personaggio ricorrente, nel ruolo di Cappuccetto Rosso, nella serie C'era una volta e recita nel film Final Destination 5. Dalla seconda stagione, Ory entra a far parte del cast principale di C'era una volta. A marzo 2013, dopo aver lasciato C'era una volta al termine della seconda stagione, entra, nel ruolo della protagonista femminile, nel pilot della serie Intelligence.
In seguito alla cancellazione della serie TV Intelligence, dopo soli 13 episodi, Meghan Ory ritorna a far parte del cast di C'era una volta.

## Filmografia

### Cinema
- Decoys, regia di Matthew Hastings (2004)
- Il mio ragazzo è un bastardo (John Tucker Must Die), regia di Betty Thomas (2006)
- Blonde and Blonder, regia di Dean Hamilton (2008)
- Dark House, regia di Darin Scott (2009)
- Winner: Best Short Film, regia di Peter Meech – cortometraggio (2010)
- Dead Rising: Watchtower, regia di Zach Lipovsky (2015)
- The Secret Gift of Christmas, regia di Christie Will Wolf (2023)

### Televisione
- La cantina degli orrori (The Darklings), regia di Jeffrey Reiner – film TV (1999)
- Il corvo (The Crow: Stairway to Heaven) – serie TV, episodio 1x19 (1999)
- Horizon (Higher Ground) – serie TV, 22 episodi (2000)
- The Series – serie TV, episodio 1x02 (2000)
- Hayley Wagner, Star, regia di Nell Scovell – film TV (2000)
- Oltre i limiti (The Outer Limits) – serie TV, episodio 7x16 (2001)
- Dark Angel – serie TV, episodio 2x11 (2002)
- Demon Town (Glory Days) – serie TV, episodio 1x05 (2002)
- Maybe It's Me – serie TV, episodi 1x03-1x04-1x18 (2002)
- Vampire High – serie TV, 26 episodi (2001-2002)
- Just Cause – serie TV, episodio 1x10 (2002)
- Il settimo è quello giusto (Lucky 7), regia di Harry Winer – film TV (2003)
- National Lampoon's Holiday Party (Thanksgiving Family Reunion), regia di Neal Israel – film TV (2003)
- Smallville – serie TV, episodio 3x12 (2004)
- Life as We Know It – serie TV, episodio 1x08 (2004)
- The Collector – serie TV, episodi 1x04-2x01 (2004-2005)
- South Beach – serie TV, 8 episodi (2006)
- Merlino e l'apprendista stregone (Merlin's Apprentice), regia di David Wu – miniserie TV (2006)
- Her Sister's Keeper, regia di Michael Scott – film TV (2006)
- Viva Laughlin – serie TV, episodio 1x05 (2007)
- Nightmare, regia di Terry Ingram – film TV (2007)
- Painkiller Jane – serie TV, episodio 1x10 (2007)
- Mortal College (The Haunting of Sorority Row), regia di Bert Kish – film TV (2007)
- Flash Gordon – serie TV, episodio 1x17 (2008)
- Knight Rider – serie TV, episodio 1x17 (2009)
- Sanctuary – serie TV, episodio 2x10 (2009)
- Psych – serie TV, episodio 5x06 (2010)
- True Justice – serie TV, 13 episodi (2010-2011)
- Supernatural – serie TV, episodio 7x11 (2012)
- L'album dei ricordi (The Memory Book), regia di Paul A. Kaufman – film TV (2014)
- Intelligence – serie TV, 13 episodi (2014)
- Quel complicato viaggio di Natale (Dashing Through The Snow), regia di Kristoffer Tabori – film TV (2015)
- C'era una volta (Once Upon a Time) – serie TV, 46 episodi (2011-2016)
- NCIS: New Orleans – serie TV, episodio 3x09 (2016)
- Chesapeake Shores – serie TV, 55 episodi (2016-2022)
- Hudson & Rex – serie TV, episodio 4x05-4x10 (2021-2022)

## Premi
- 1996 - Fine Arts Awards for Acting[1]

## Doppiatrici italiane
Nelle versioni in italiano dei suoi film, Meghan Ory è stata doppiata da:
- Chiara Gioncardi in C'era una volta, Intelligence, L'album dei ricordi, Chesapeake Shores
- Monica Vulcano in Vampire High, Smallville
- Emanuela Pacotto in National Lampoon's Holiday Party
- Cristiana Rossi in Merlino e l'apprendista stregone
- Monica Ward in Psych
- Sabine Cerullo in Dead Rising: Watchtower
- Ilaria Latini in NCIS: New Orleans
- Michela Alborghetti in Supernatural
- Domitilla D'Amico in Knight Rider
- Deborah Ciccorelli in True Justice
- Rachele Paolelli in Decoys
- Debora Magnaghi in Horizon
- Laura Lenghi in Sanctuary
- Giulia Franceschetti in Quel complicato viaggio di Natale